# 菲律賓短吻長尾鱈
菲律賓短吻長尾鱈，為輻鰭魚綱鱈形目鼠尾鱈科的其中一種。分布於中西太平洋區的菲律賓海域，屬深海底棲魚類，棲息深度在686公尺，

## 扩展阅读
維基物種上的相關：菲律賓短吻長尾鱈